# Pistacia raportae
Pistacia raportae là một loài thực vật có hoa trong họ Đào lộn hột. Loài này được Burnat miêu tả khoa học đầu tiên năm 1896.